# Джо Джонсон (снукерист)
Джо́ Джо́нсон (англ. Joe Johnson) — англійський колишній професіональний гравець у снукер. Став професіоналом у 1979; закінчив кар'єру в 2004 році. Чемпіон світу 1986 року і фіналіст 1987.

## Кар'єра
Джонсон вперше заявив про себе після фіналу Professional Players Tournament (Гран-прі), коли програв Тоні Ноулз, 8:9. У 1985 він досяг півфіналу на Mercantile Credit Classic і, завдяки ще декільком успішним виступам, потрапив до Топ-16. У 1986 Джо, на якого приймалися ставки 1:500, створив найбільшу сенсацію на чемпіонаті світу, вигравши його. Причому у фіналі він завдав поразки легенді снукеру — Стіву Девісу. Більше того, Джо дістався до вирішального матчу на ЧС наступного року, але Девіс все ж повернув собі втрачене звання. Проте, за підсумками сезону Джонсон піднявся до рекордного, 5-й рядка у рейтингу.
Тим не менш, Джонсон провів сезон 1987/88 дуже добре, перемігши на другому рейтинговому турнірі — Scottish Masters. Крім того, він досяг півфіналів на чемпіонаті Британії та Мастерс. Але згодом Джо доводилося все складніше перемагати через хворобу серця і погіршення зору. Хоча він виграв нерейтинговий European Grand Prix, надалі англієць тільки втрачав свою гру. За ті 14 років його кар'єри Джонсону вдалося кілька разів вийти в 1 / 4 фіналу, і зрештою в 2004 році він покинув мейн-тур. Зараз Джо коментує снукер на каналі Євроспорт, а також займається співом. А в 2010 році він став одним з організаторів відновленого чемпіонату світу серед ветеранів .
Джонсон вважався невдалим гравцем на телевізійних змаганнях у свій час, через що не міг повністю реалізувати свій талант. Але попри це, він залишається одним із найбільш упізнаваних гравців 1980-х.

## Досягнення в кар'єрі
- Чемпіонат світу переможець — 1986
- Чемпіонат світу фіналіст — 1987
- Scottish Masters чемпіон — 1987
- European Grand Prix чемпіон — 1990
- Norwich Union Grand Prix переможець — 1990